# Бардо (Долносилезко войводство)
Ба̀рдо (на полски: Bardo, Byrdo (старо); на немски: Wartha, Woarthe (диалектно)) е град в Югозападна Полша, Долносилезко войводство, Зомбковишки окръг. Административен център е на градско-селската Бардовска община. Заема площ от 4,71 км2.

## Население
Според данни от полската Централна статистическа служба, към 31 декември 2014 г. населението на града възлиза на 2 705 души. Гъстотата е 574 души/км2.